# Fremdsprachenassistent
Ein Fremdsprachenassistent (englisch Foreign Language Assistant) ist – im deutschen Fall – ein angehender Deutsch-, DaF- oder Fremdsprachenlehrer, der eine gewisse Zeit im Ausland verbringt, um dort im Deutsch-Unterricht zu assistieren. Dabei sollen Fremdsprachenassistenten im Normalfall nicht den Lehrer ersetzen, sondern ihm bei der praktischen Unterrichtsgestaltung behilflich sein, mit kleinen Gruppen von Lernenden arbeiten und außerunterrichtliche Aktivitäten organisieren, um die Schüler zum Sprechen zu motivieren und ihnen Eindrücke von Land und Leuten zu vermitteln. Der Einsatz kann in diversen Ländern – sowohl in staatlichen als auch an privaten Schulen – stattfinden. Die Kosten (Gehalt des Assistenzlehrers, selten auch die Unterbringung) trägt die Schule und/oder deren zuständige Schulbehörde.
In Deutschland organisiert in erster Linie der Pädagogische Austauschdienst (PAD) den Austausch von Fremdsprachenassistenten. Mit den Programmen des PAD können angehende Englischlehrer als Assistenten nach Australien, Großbritannien, Irland, Kanada, Neuseeland oder in die USA gehen. Für angehende Französischlehrer gibt es Programme mit Belgien, Frankreich, der Schweiz und Kanada. Angehende Spanischlehrer können in Spanien, angehende Italienischlehrer in Italien arbeiten. Studierende der Sinologie mit schulrelevantem Zusatzfach können sich für eine Assistenzzeit in China bewerben.
Auch Studierende aus dem Ausland können in Deutschland als Fremdsprachenassistenzkräfte arbeiten. Als Fremdsprachenassistent oder Fremdsprachenassistentin (FSA) unterstützen sie die Lehrkräfte ihrer Gastschule beim Sprachenunterricht. Sie bewerben sich direkt in ihrem Heimatland für eine Assistenzzeit in Deutschland.
Weitere Möglichkeiten für Studierende, an Schulen im Europa zu assistieren, bieten die europäischen Portale erasmusintern.org und School Education Gateway. Mit dem EU-Bildungsprogramm Erasmus+ (2014–2020) werden Praktika von Studierenden im europäischen Ausland gefördert. Die Suche nach einem Praktikumsplatz an einer Bildungseinrichtung erfolgt individuell.